# Сула (притока Печори)
Су́ла — річка в Ненецькому автономному окрузі і республіці Комі — притока річки Печори. Середню витрату води виміряно біля пункту Коткіно, вона становить 93,7 м³/с. Найбільшу витрату зафіксовано 1966 року — 2800 м³/с. Найменшу витрату води зафіксовано 1969 року — 2,88 м³/с.